# 케냐
케냐 공화국(영어: Republic of Kenya 리퍼블릭 오브 케냐[*], 스와힐리어: Jamhuri Ya Kenya 잠후리 야 케냐) 또는 케냐(Kenya, 문화어: 케니아)는 동아프리카의 공화국이다. 인도양에 면해 있으며 북동쪽으로 소말리아, 북쪽으로 에티오피아와 남수단, 서쪽으로 우간다, 남쪽으로 탄자니아와 국경을 맞닿고 있다.
수도는 나이로비이며 공용어는 영어와 스와힐리어이다. 케냐의 주요 종족은 키쿠유족, 루히아족, 루오족, 칼렌진족, 캄바족, 키시족, 메루족 등 여러 민족으로 구성되어 있어 각각 다른 언어를 사용한다.
백인, 인도인, 아랍인 등 비아프리카계 민족은 전체 인구의 1% 정도를 차지한다. 인구는 5,221만 4,791명(세계 27위)이다.

## 역사
동아프리카에서 발견된 화석에 따르면 조상이 2백만 년 전 이 지역에서 살았다고 한다. 투르카나호 근처에서의 최근 발굴에 따르면 호모 하빌리스(Homo habilis), 호모 에렉투스(Homo erectus)와 같은 호미니드인(hominid)이 260만 년 전 이 나라 땅에 있었다.

### 독립 전의 케냐
케냐의 식민 시대 역사는 1885년 독일이 잔지바르(현 탄자니아의 잔지바르 섬) 술탄의 케냐 해안 영토에 보호령을 설치한 것으로 시작되었다. 그 후 1888년 영국 동아프리카 회사가 들어왔다. 독일이 해안 영토를 1890년에 영국에게 넘겨줘 두 열강 사이의 분쟁도 적지 않았다.
1952년 10월부터 1959년 12월까지 케냐는 영국의 지배에 대한 반란(마우마우 반란)으로 비상 사태하에 있었다. 영국은 단계적으로 케냐의 독립을 허용할 수밖에 없었다. 그리하여 1957년 처음으로 아프리카인들이 피선거권을 가진 입법 회의 직접 선거를 치렀다. 그러면서 좀 더 온건한 세력에게 권력을 넘기려는 영국의 기대와는 달리 조모 케냐타(jomo Kenyatta)가 이끄는 케냐 아프리카 국민연맹(KANU, Kenya African National Union)이 독립 정부 조직을 주도하게 되었다.

### 케냐의 독립
1963년 12월 12일 케냐는 독립을 선포했다. 1년 후 케냐타는 케냐의 초대 대통령이 되었다. 케냐 인민연맹(KPU, Kenya People's Union)이 정당 활동을 금지한 1969년 이후로는 KANU가 유일한 정당이었다.

### 케냐가 자유화 되기까지
1978년 케냐타 사망 이후 부통령이었던 대니얼 아랍 모이(Daniel arap Moi)가 예상을 깨고 권력 암투에서 승리해 케냐의 2대 대통령으로 취임하였다. 1982년 6월 개헌으로 케냐는 공식적으로 일당 체제가 되었다. 그 후 1991년 12월, 국민들의 요구로 일당 체제를 폐기하고 1992년 다당(多黨) 선거가 치러졌다. KANU가 과반수의 표를 획득하고 모이가 재선되었지만 야당도 의회석의 45%를 차지했다.
더 자유화 된 1997년 선거에서도 모이가 야당의 분열해 힘입어 재선되고 KANU도 간신히 과반수의 표를 획들했다. 그러나 헌법상 모이가 재선을 노릴 수 없게 된 2002년 대선에서는 야당이 연합하여 국민 무지개 연립(National Rainbow Coalition, NARC)을 결성, 므와이 키바키를 대표로 내세워 당선시켜 독립 후 계속되었던 KANU의 독주에 종지를 찍었다. 그 후 개헌 문제가 케냐 정치의 최대 현안이 되었는데 이 문제로 국민 무지개 연립은 분열되었고 2005년에는 므와이 키바키가 지지한 개헌안이 대통령의 권한을 충분히 억제하지 않는다는 논란 속에 국민투표 끝에 부결되었다.

## 행정 구역

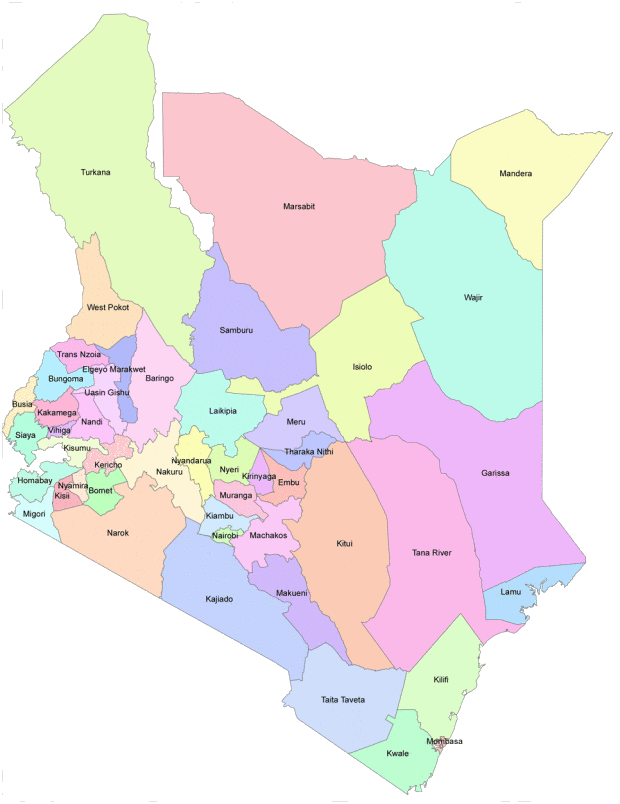
케냐의 행정 구역

케냐는 47개의 현(스와힐리어: kaunti)으로 나누어져 있다.

## 지리
면적은 224,961 제곱마일, 혹은 582,646 Km2이며, 케냐는 마다카스카르 다음으로 세계에서 46위로 면적이 넓다. 인도양 해변측은 낮은 평지가 있으며 내륙에는 고지대 산맥과 고원이 있다. 내륙에 위치한 고지대는 거대한 단층 계곡에 의해 양분되어 있다; 서쪽에는 기름진 고원이 있다. 케냐 고지는 아프리카에서 하나의 가장 성공적인 농업지대이다. 고지에는 케냐의 가장 높은 지대가 있다(또한, 아프리카에서 두 번째로 가장 높음) : 또한, 5,199미터인 케냐 산맥은, 빙하적 지형이다. 기후는 지역마다 확연히 다르다.
인도양의 해안을 끼고 있으며 중앙 고원 지대 사이에 저평원이 나타나기도 한다. 케냐는 동아프리카 지구대의 일부인 케냐 열곡에 의해 양분되며 이 열곡대에 의해 지진이 활발하다. 서부에는 비옥한 토양이 나타난다. 케냐의 고원 지대는 아프리카 대륙 전체에서도 알아줄 정도로 가장 생산력이 뛰어난 토질로 손꼽힌다. 케냐 산(Mount Kenya)은 고도 5,199 m에 이르며 빙하가 있기도 하다.

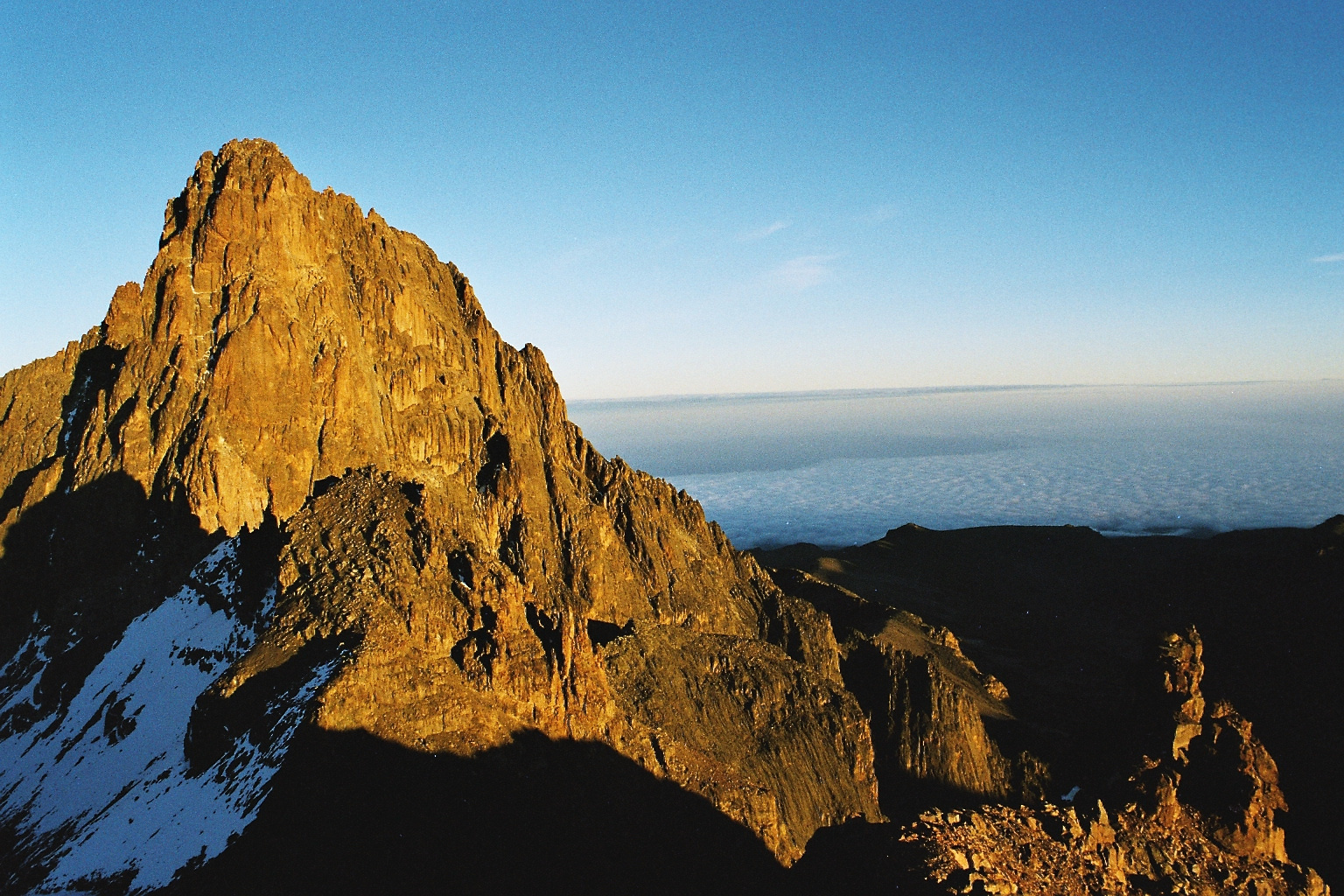
케냐 산

## 기후
적도를 걸치고 있어 해안은 무더운 열대 기후이며 내륙 지방은 고지대로 건조한 기후이다. 내부일수록 건조하고 해안에는 열대성 기후가 나타난다. 케냐-탄자니아 국경 지방에 킬리만자로 산이 있기 때문에 그 일대는 서늘하다.
케냐는 남반구에 있기 때문에 북반구 나라들과 여름과 겨울의 날씨가 바뀌어서 나타난다. 6-8월은 겨울이다. 그러나 케냐의 겨울은 동북아시아의 겨울과 매우 다른 풍경이다. 눈이 내리지 않으며 날씨 또한 영하로 거의 떨어지는 일이 없다. 단지 일교차가 매우 심해 새벽과 밤에는 매우 쌀쌀하게 느껴지며, 낮에는 바람이 차갑게 느껴지는 정도이다. 물론 아프리카의 겨울 햇살은 뜨겁다. 나무 그늘에 들어가 있으면 바람이 차가워서 땀이 금세 마르고 겨울임을 느낄 수 있다. 또한 이 시기에는 모기도 많이 없다. 그만큼 날씨가 상대적으로 더 쌀쌀하다는 것이다. 케냐는 적도에 있지만 연평균 기온이 16도이다.

## 정치
케냐에서 대통령은 국가원수다. 대통령은 5년 임기로 직접 선거를 통해 뽑는다. 대통령으로 당선되기 위해서는 전국에서 가장 많은 표를 얻는 것은 물론 케냐의 7개 주 중 적어도 5개 주에서 표의 25% 이상을 얻어야 한다. 그러나, 2010년 개정된 케냐 헌법에 따르면 대통령으로 당선되기 위해서는 전체 유효투표의 과반을 얻어야 하는 동시에 국가를 구성하는 47개 카운티의 절반 이상에서 최소 25%의 득표를 해야 한다. 부통령과 내각도 대통령에 의해 임명한다. 국회를 붕게(Bunge)라고 부르며 단원제를 실시한다. 총 의석 수는 224석이다.

## 주민
2009년 인구조사에 따르면, 키쿠유족(17.15), 루햐족(13.83), 칼렌진족(12.87), 루오족(10.48), 캄바족(10.08), 케냐의 소말리족(6.18), 키시족(5.71), 미지켄다족(5.08), 메루족(4.29) 순으로 나타났다. 이외 백만명 이하인 민족들은 10.98%를 차지했다.

## 언어
2010년 헌법 7조에는[국민어, 공식어, 기타 언어]는 “(1) 공화국의 국민어는 스와힐리어다. (2) 공화국의 공식어는 스와힐리어와 영어다. (3) 국가는 (a) 케냐 인민의 언어의 다양성을 증진, 보호하며 (b) 토착어, 케냐의 수화, 점자 및 장애인에게 접근가능한 다른 의사소통의 형식과 기술의 발전과 사용을 증진한다.”라고 명시했다. 국민어는 영어(national language)를 번역한 것이다. 이것을 국어로 번역하는 것은 암암리에 국가어(State language)라는 인상을 풍기므로 주의를 요한다. 하지만 이것은 헌법상의 규정이고, 모든 영역에서 하위단계는 스와힐리어, 고위단계에서는 영어가 압도적 우위를 차지하고 있다. 특히 법정의 경우 대법원에서는 영어를 전용한다. 교육의 경우 중학교부터는 모든 과목을 영어로 수업한다. 스와힐리어가 영어를 누르고 상층부를 차지하는 일은 결코 일어나지 않을 것이다. 이것이 논자들이 말하는 아프리카비관주의의 일면이다.
케냐는 독립 이후 영연방의 정회원국이다.

## 종교
2009년 인구조사(2010년 8월 발간)에 따르면 기독교는 82.99%-그중 개신교(47.66%), 로마 가톨릭(23.46%), 기타(11.87%)-, 이슬람교는 11.21%로 나타났다. 이외 극소수의 힌두교도와 정령신앙도 있다.

## 교육
15세 이상 문자 해독률은 85.1%(남자 90.6%, 여자 79.7%)이다(2003년). 문맹률도 높다.

## 경제
케냐는 동아프리카에서 무역과 금융의 중심지이다. 사회주의를 채택한 인근 국가들과 달리 시장경제 체제를 선택하고 서방 자본을 유치해 독립 이래 1980년대까지 경제적으로 안정되어 있다가 부패와 일부 수출품에 대한 의존 때문에 대니얼 아랍 모이 정부 시절에 경제에 많은 어려움을 겪었다.
1990년대와 2000년대 초까지 경제 개혁의 실패로 IMF 원조가 몇 번 중단되기도 하였다. 2002년 새로 들어선 정부는 부패척결과 외국 원조의 확보에 노력을 치중하고 있으며, 케냐의 경제는 농업과 관광업에 의존한다.

### 산업
주 산업은 의류산업이며 케냐의 주요 수출품 중 하나이다.

### 관광업
한 해 3,000억 원 이상이 관광업 수입이다. 참고로, 영국 일본 등과 마찬가지로 도로에서 좌측 통행이 시행되는 나라들에 속한다.

## 기아문제
매년 아일랜드의 NGO인 컨선월드와이드(Concern Worldwide), 독일의 NGO인 세계기아원조(Welthungerhilfe) 그리고 미국의 연구기관인 국제식량정책연구소(IFPRI)가 협력하여 발표하는 세계기아지수(GHI)에 따르면 2016년 케냐의 기아지수는 100점 만점 중 21.9점으로 가장 심각한 기아점수를 기록한 중앙아프리카공화국의 46.1점과 비교해볼 때, 절반에 조금 못미치는 수준이다. 이는 조사 대상이었던 118개의 개발도상국 중 72위에 해당하는 수치로 아주 심각하다고는 할 수 없지만 주목할만한 수준이다.

## 문화
많은 케냐인은 직접 조각상을 만들어 지니고 다니는데 장신구 등도 직접 만들며 또한 모든 작품이나 생활용품에 대한 재료를 자연에서 채취한다.
또한 케냐는 현재까지도 에티오피아와 함께 아프리카 육상 경기의 양대 산맥이자 최대의 라이벌로 불리며 에티오피아와 마찬가지로 중·장거리 달리기와 마라톤에서 강세를 보이고 있으며 킵초게 킵 케이노, 새뮤얼 완지루, 엘리우드 킵초게 등 수많은 마라톤 스타를 배출했으며 그 명맥은 여전히 현재진행형이다.
반면 케냐 축구 대표팀의 경우 현재까지도 FIFA 월드컵 본선 진출 기록이 전무하며 아프리카 네이션스컵 본선에는 6번 출전했지만 그나마도 모두 조별리그에서 탈락하는 등 이렇다할 성과를 거두지 못하고 있다.
그나마 CECAFA컵에서는 7번의 우승과 7번의 준우승을 차지했는데 이 대회는 현재까지 케냐 축구가 가장 좋은 성적을 거둔 국제 대회이며 현재 케냐의 대표적인 유명 축구 선수로는 2020 시즌부터 5시즌동안 메이저 리그 사커의 CF 몽레알에서 활약한 뒤 스코티시 챔피언십의 던펌린 애슬레틱으로 이적한 빅터 완야마 그리고 카타르 스타스 리그 알두하일 SC의 에이스이자 케냐 대표팀 주장인 마이클 올룽가 등이 있다.

## 국제 관계

### 대한민국
대한민국과는 1964년 2월 7일 외교관계를 수립한 뒤 같은 해 수도 나이로비에 주케냐 대한민국 대사관이 설립되었는데 동아프리카에 세워진 대한민국 대사관으로는 가장 역사가 깊으며 현재 대한민국과 케냐는 대한항공 직항편이 운항 중단으로 폐선되면서 주로 중동 지역을 경유해 출입국을 하며 서울에서 열린 1988년 하계 올림픽 때는 선수단과 일원을 파견하기도 했다.
북한과는 1975년 수교합의 공동 성명을 발표하기는 했으나 케냐는 사실상 남한의 우방국이므로 지금까지도 북한의 상주 공관 설치는 허용하지 않고 있다.

## 주요 인물
- 루이스 리키 (고인류학자)
- 리처드 리키 (생물학자)
- 대니얼 아랍 모이 (케냐의 2대 대통령)
- 응구기 와 티옹오 (케냐의 시인)
- 왕가리 마타이 (아프리카 여성 최초의 노벨 평화상 수상자. 환경운동가, 정치운동가)
- 라일라 오딩가 (케냐의 현 총리)
- 토머스 음보야
- 조모 케냐타 (케냐의 초대 대통령)
- 음비유 코이낭게
- 음와이 키바키 (케냐의 3대 대통령)
- 우후루 케냐타 (케냐의 현 대통령)
- 버락 오바마 시니어 (미국의 전 대통령 버락 오바마의 아버지)
- 조너선 무취리 (현 테크니온 인터네셔널 토목공학 전공 중)
- 빅터 완야마 (메이저 리그 사커 CF 몽레알 소속 축구 선수)
- 마이클 올룽가 (카타르 스타스 리그 알두하일 SC 소속 축구 선수)
- 엘리우드 킵초게 (마라톤 선수)
- 켈빈 킵툼 (마라톤 선수)
- 새뮤얼 완지루 (전 마라톤 선수)

### 케냐
- 케냐 의회 홈페이지
- (영어) 케냐 관광부 보관됨 2010-01-06 - 웨이백 머신
- (영어) 케냐 외무부

### 대한민국
- (한국어) 주 대한민국 케냐 명예총영사관
- 주케냐 대한민국 대사관

### 기타
- (영어)  위키미디어 아틀라스 - 케냐
- 지리 데이터: 케냐 - 오픈스트리트맵